# Melanochaeta lii
Melanochaeta lii är en tvåvingeart som beskrevs av Yang, C.-k. 1991. Melanochaeta lii ingår i släktet Melanochaeta och familjen fritflugor. Inga underarter finns listade i Catalogue of Life.